# Rammenau
Rammenau (obersorbisch Ramnou bzw. Ramnow; oberlausitzisch Roamm) ist ein Ort und die zugehörige Gemeinde im Landkreis Bautzen. Zusammen mit der Nachbarstadt Bischofswerda bildet Rammenau die Verwaltungsgemeinschaft Bischofswerda.
Bekannt ist das Dorf für seine weitläufige barocke Landschlossanlage, das Barockschloss Rammenau, sowie als Geburtsort des Philosophen Johann Gottlieb Fichte.

## Geographie

### Geographische Lage

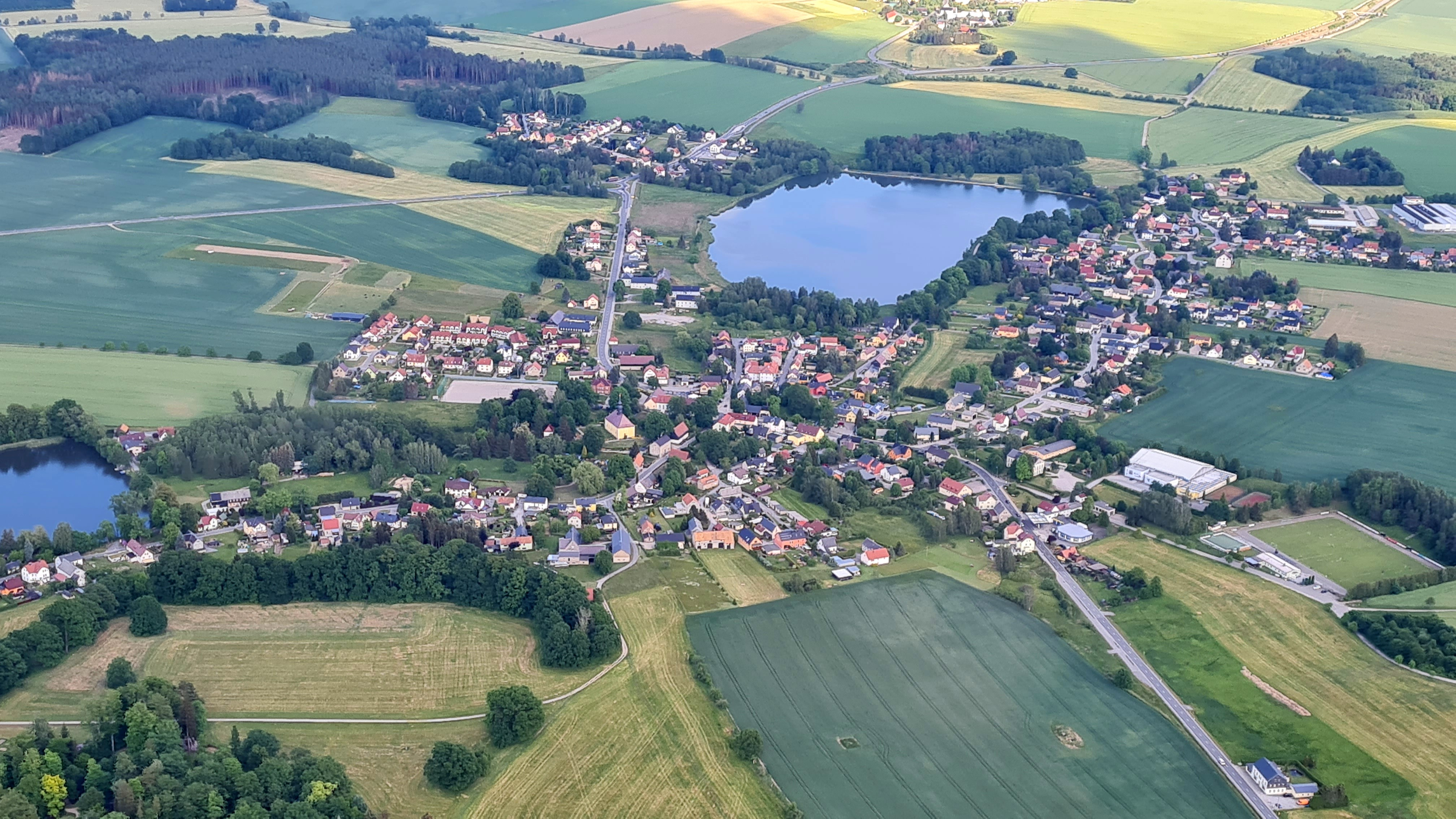
Luftbild von Rammenau (2022)

Rammenau liegt etwa 4 km nordwestlich der Großen Kreisstadt Bischofswerda am Grunabach nahe der Bundesautobahn 4. Im bewaldeten nördlichen Gemeindeteil entspringt die Große Röder.

### Gemeindegliederung
Zur Gemeinde gehören neben dem Kernort mit
- Kurzecke („Die kurzen Äcker“, Erschließung ab ca. 1150)
- Aue (1810)

die folgenden Ortsteile:
- Schaudorf (1769) mit
  - Niederschaudorf (1792)
- Oberrammenau (1793)
- Niederdorf mit
  - Beigut (1796)
  - Randsiedlung (1930)
- Röderbrunn (1823)
- Waldscheibe (1833)
- Tanneberg (1835)
- Siedlung (1925)

### Nachbarorte
Der Ort wird begrenzt von Burkau im Nordosten, Bischofswerda im Südosten, Frankenthal im Südwesten, Großröhrsdorf im Westen sowie Ohorn und Elstra im Norden.

## Geschichte

### Namensherkunft
Der Ortsname leitet sich entweder von Ramm (Widder, Schafbock), Ramo bzw. Ramjen (Eigenname) oder einem Wort, welches so viel wie sumpfiges bzw. feuchtes Land bedeutet, ab. Eine andere Deutung führt den Namen auf das altsorbische Wort rame(n) (Arm), im übertragenen Sinne also „Dorf am Wasserarm“, zurück.

### Geschichtliche Entwicklung

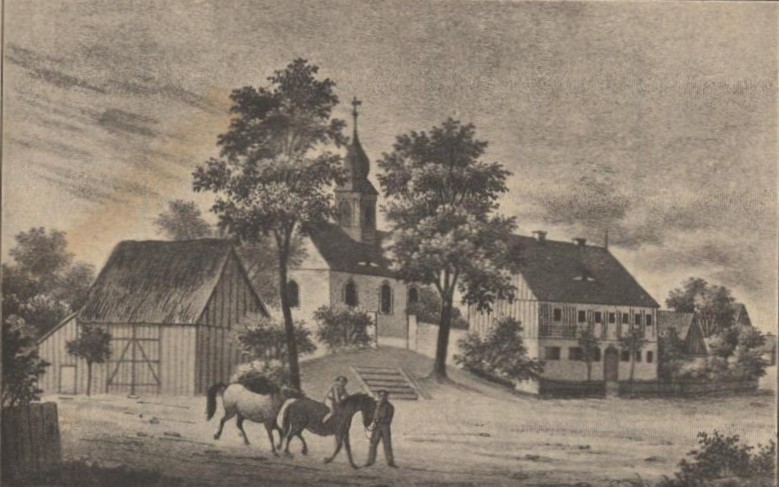
Rammenau um 1840

Rammenau, ein Waldhufendorf, wurde gegen 1150 in sumpfigem Gelände von thüringisch-fränkischen Siedlern gegründet und 1213/1228 erstmals in der Oberlausitzer Grenzurkunde unter dem Namen Ramnou bzw. Ramnow als Herrensitz erwähnt. Es war westliches Grenzdorf des Sechsstädtebundes.
Rammenau gehörte bis zum 15. Jahrhundert zu den Besitzungen der Herren von Kamenz, 1395 wurde ein Rittergut aus einfachen Fachwerkbauten errichtet. Weitere Besitzerfamilien bis 1717 waren von Ponickau, von Staupitz und von Seydewitz. In Fronarbeit entstanden im frühen 17. Jahrhundert aus morastigen Erlenbrüchen mehrere Teiche im Ort.
Im Jahre 1642, während des Dreißigjährigen Krieges, wurden die Kirche und das Pfarrhaus durch plündernde schwedische Soldaten niedergebrannt, damit gingen unwiederbringliche historische Informationen in den Kirchenbüchern verloren. Nach schleppender Bauzeit wurde 1749 die neue, heutige Kirche geweiht.

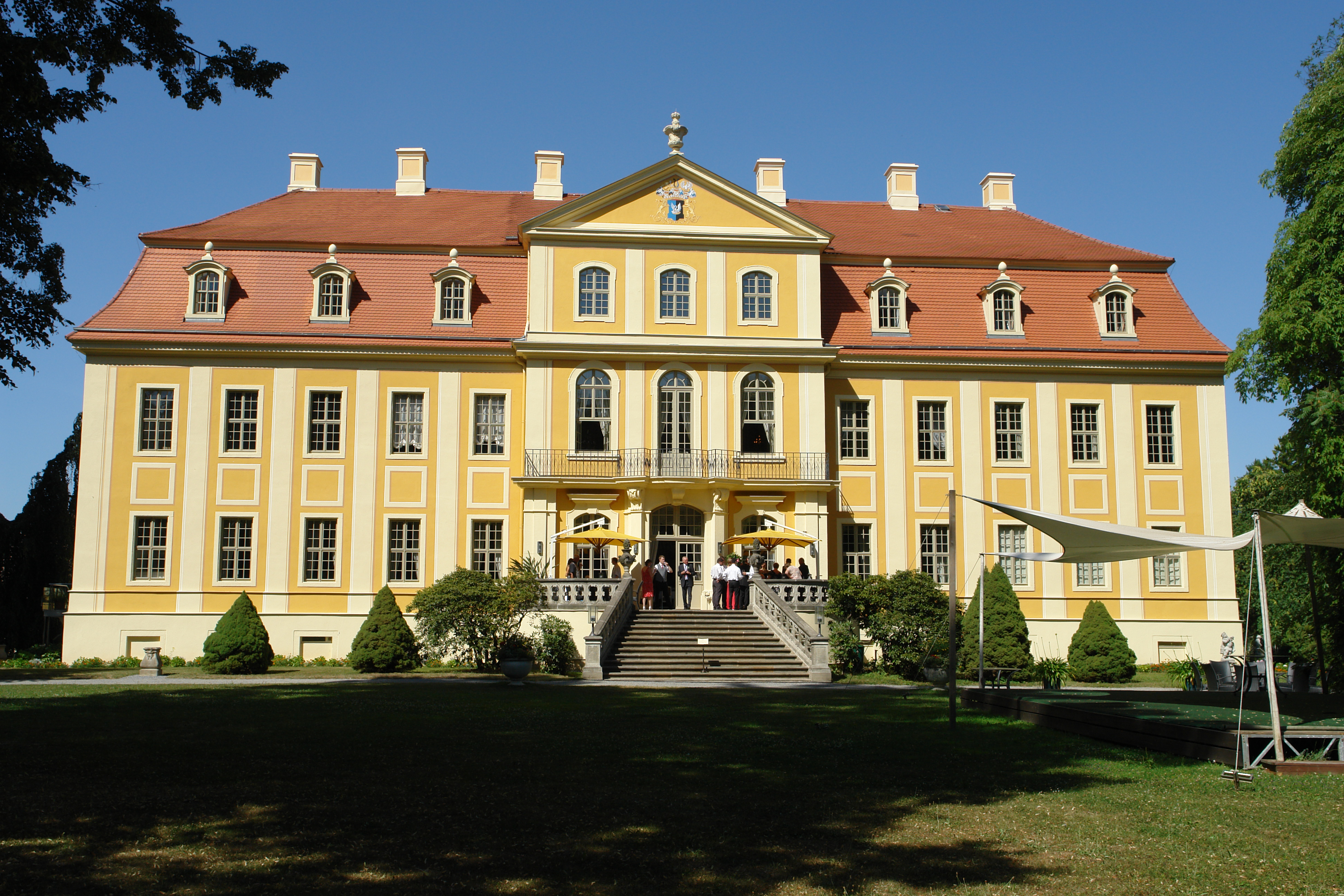
Schloss Rammenau, Parkseite

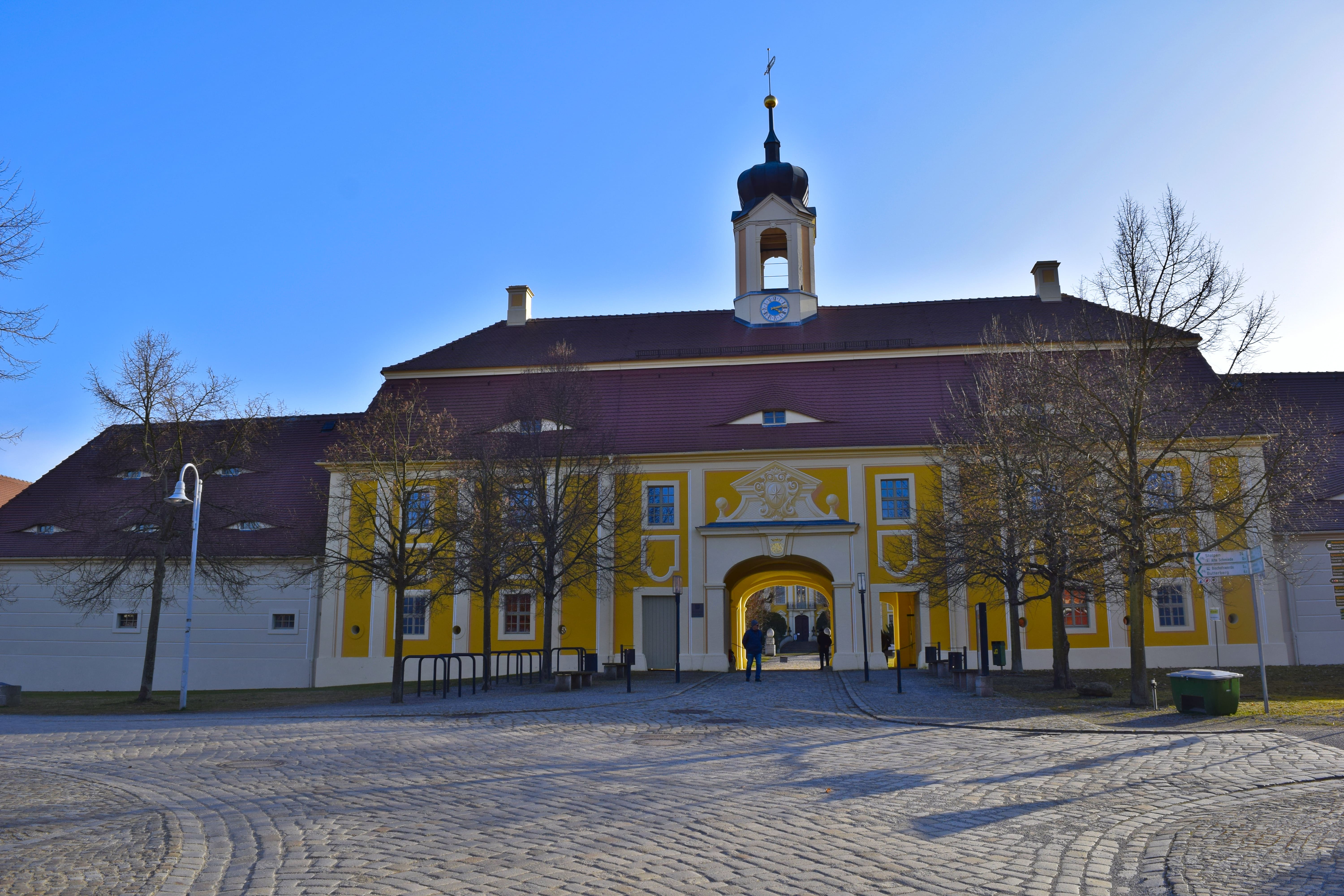
Barockschloss Rammenau, Eingang

Nach dem Konkurs von Heinrich von Seydewitz erwarb Ferdinand von Knoch 1717 das alte Rittergut, ließ es abreißen und begann ab 1721 an derselben Stelle mit einem neuen Schlossbau. Auch von Knoch ereilte das Schicksal seines Vorgängers, so gelangten Rittergut und Schloss 1744 an die von Hoffmanns, welche versuchten, die Landwirtschaft als Einnahmequelle zu etablieren. Bis 1880 gehörte ihnen das Gut, unterbrochen durch den zwischenzeitlichen Besitz von 1794 bis 1820 durch den preußischen Rittmeister Friedrich von Kleist. Im 18. Jahrhundert, nach dem Siebenjährigen Krieg, wuchsen Weberei und Bevölkerung und brauchten Platz, die Herrschaft ihrerseits benötigte neue Untertanen und Steuergelder: Durch Bodenverkäufe sowie Rodungen wurden Siedler von auswärts angelockt und die für Rammenau charakteristische Aufspaltung in viele Ortsteile begann.
In diese Zeit von Leibeigenschaft und totaler Abhängigkeit von der Schlossherrschaft wurde der bekannteste Sohn des Ortes, der spätere Philosoph Johann Gottlieb Fichte, 1762 hineingeboren, konnte aber durch glückliche Umstände und die Förderung eines Verwandten des Gutsherren dieses Milieu verlassen und eine höhere Schulbildung erlangen.
Nach endgültiger Abschaffung der Frondienste 1835 waren weitere Schlossbesitzer die Familien von Posern sowie von Helldorff (bis 1945). Nun entwickelten sich auch hier Hausweberei, Wirtshäuser, Kramläden, Fleischereien und Bäckereien, begünstigt durch ein Gesetz über die Gewerbefreiheit. Mitte des 19. Jahrhunderts war Rammenau zu einem Weberdorf geworden, 1861 gab es 148 Leineweber und 3 Bandweber (neben 18 Bauern, 24 Landwirtschaften mit 86 Knechten und Mägden sowie 70 Tagelöhnern).
Die Schlossherrschaft verhinderte um 1900 die über Rammenau geplante Trassenführung der Bahnstrecke Kamenz–Bischofswerda, so ging die große industrielle Entwicklung an Rammenau vorbei und es blieb ein Dorf der kleinen Bauern, Landwirte, Hausweber, Maurer und Steinarbeiter.
Auch nach dem Ende der Leineweberei nach dem Ersten Weltkrieg entstanden in wirtschaftlich schweren Zeiten noch zwei neue Siedlungen.

## Politik
- IfR: 9
- VfR: 3

### Gemeinderat
9 der 12 Sitze des Gemeinderates gingen bei den Kommunalwahlen am 9. Juni 2024 an Kandidaten der Initiative für Rammenau, die anderen 3 an Vereine für Rammenau. Die klassischen, sonst in der Region agierenden Parteien spielen in Rammenau keine Rolle.
| Liste                   | 2024   | 2024   | 2019   | 2019   | 2014   | 2014   |
| Liste                   | Sitze  | in %   | Sitze  | in %   | Sitze  | in %   |
| ----------------------- | ------ | ------ | ------ | ------ | ------ | ------ |
| Initiative für Rammenau | 9      | 72,5   | 10     | 76,1   | 9      | 73,8   |
| Vereine für Rammenau    | 3      | 24,7   | 2      | 22,3   | 3      | 24,3   |
| Linke                   | –      | 2,8    | –      | –      | –      | –      |
| CDU                     | –      | –      | –      | 1,5    | –      | –      |
| FDP                     | –      | –      | –      | –      | –      | 1,9    |
| Wahlbeteiligung         | 78,9 % | 78,9 % | 75,0 % | 75,0 % | 64,3 % | 64,3 % |

### Bürgermeister
Seit 2017 ist Andreas Langhammer (Initiative für Rammenau) ehrenamtlicher Bürgermeister der Gemeinde.
Zuvor war von 1986 bis 2017 Hiltrud Snelinski (parteilos) Bürgermeisterin der Gemeinde und damit eine der dienstältesten im Landkreis.
| Wahl | Bürgermeister      | Vorschlag | Wahlergebnis (in %) |
| ---- | ------------------ | --------- | ------------------- |
| 2024 | Andreas Langhammer | IfR       | 90,3                |
| 2017 | Andreas Langhammer | IfR       | 60,7                |
| 2015 | Hiltrud Snelinski  | Snelinski | 98,6                |
| 2008 | Hiltrud Snelinski  | Snelinski | 97,9                |
| 2001 | Hiltrud Snelinski  | Snelinski | 98,9                |
| 1994 | Hiltrud Snelinski  | Snelinski | 98,2                |

## Sehenswürdigkeiten

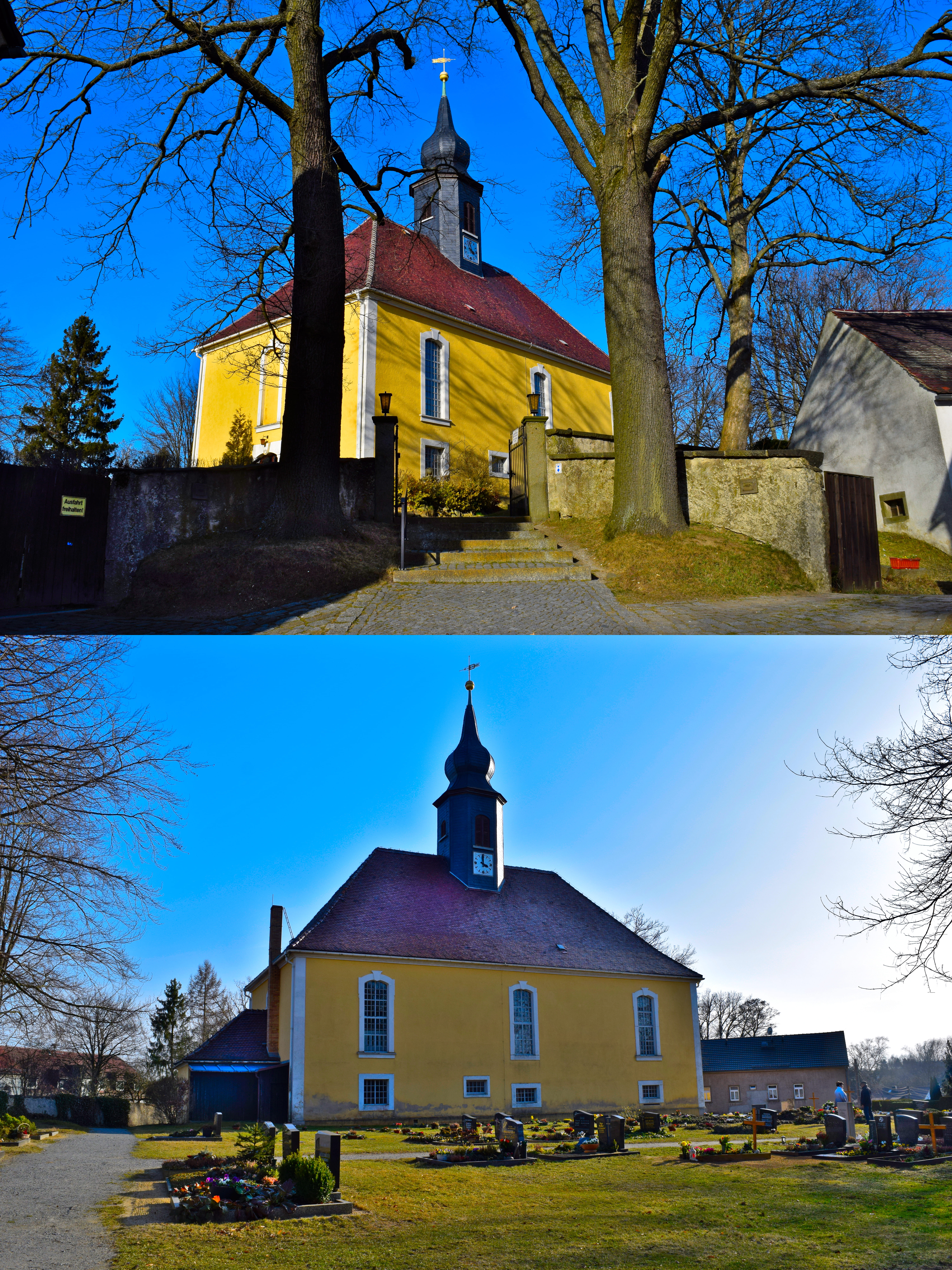
Kirche, Aufgang und Friedhof

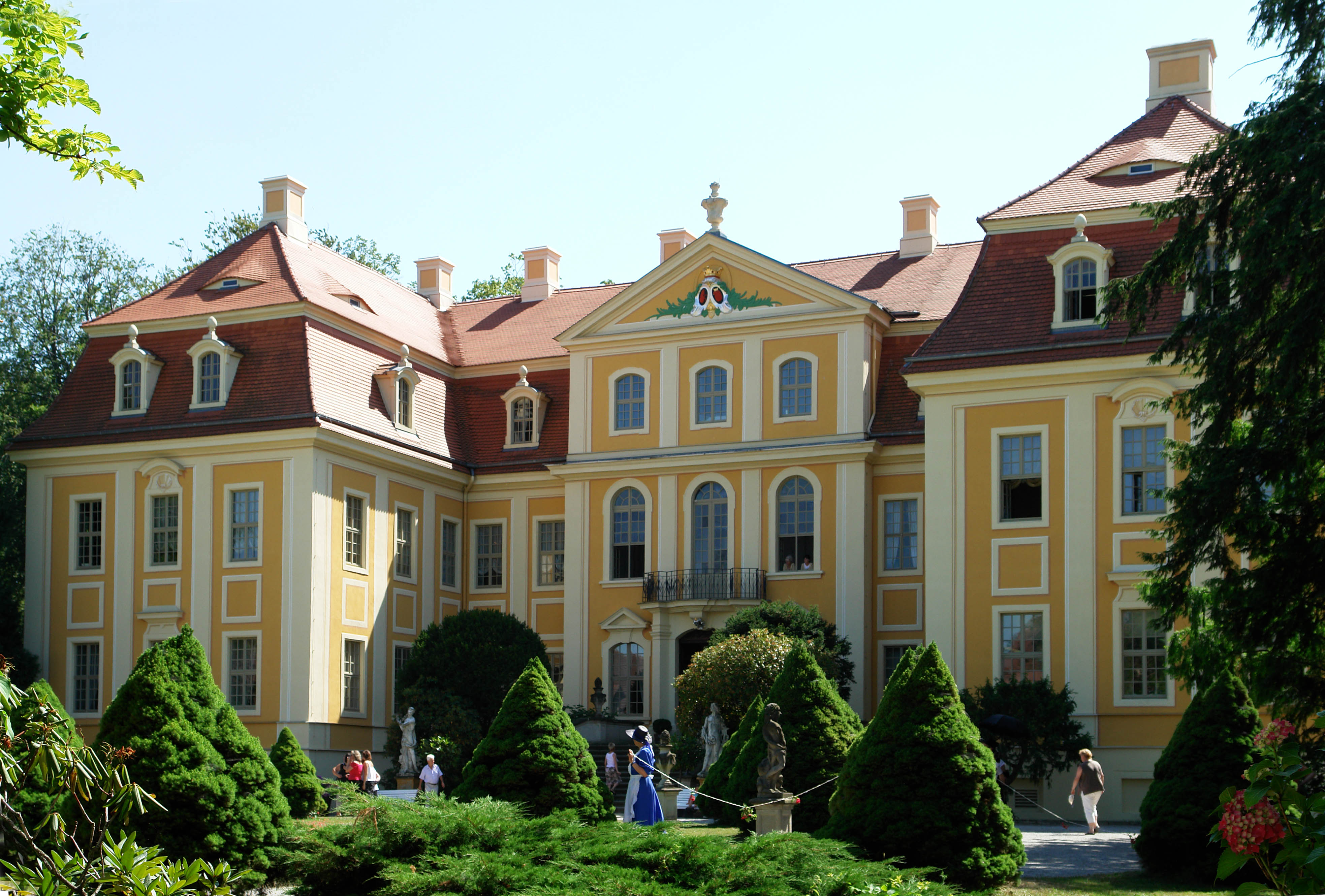
Barockschloss Rammenau, Ehrenhof

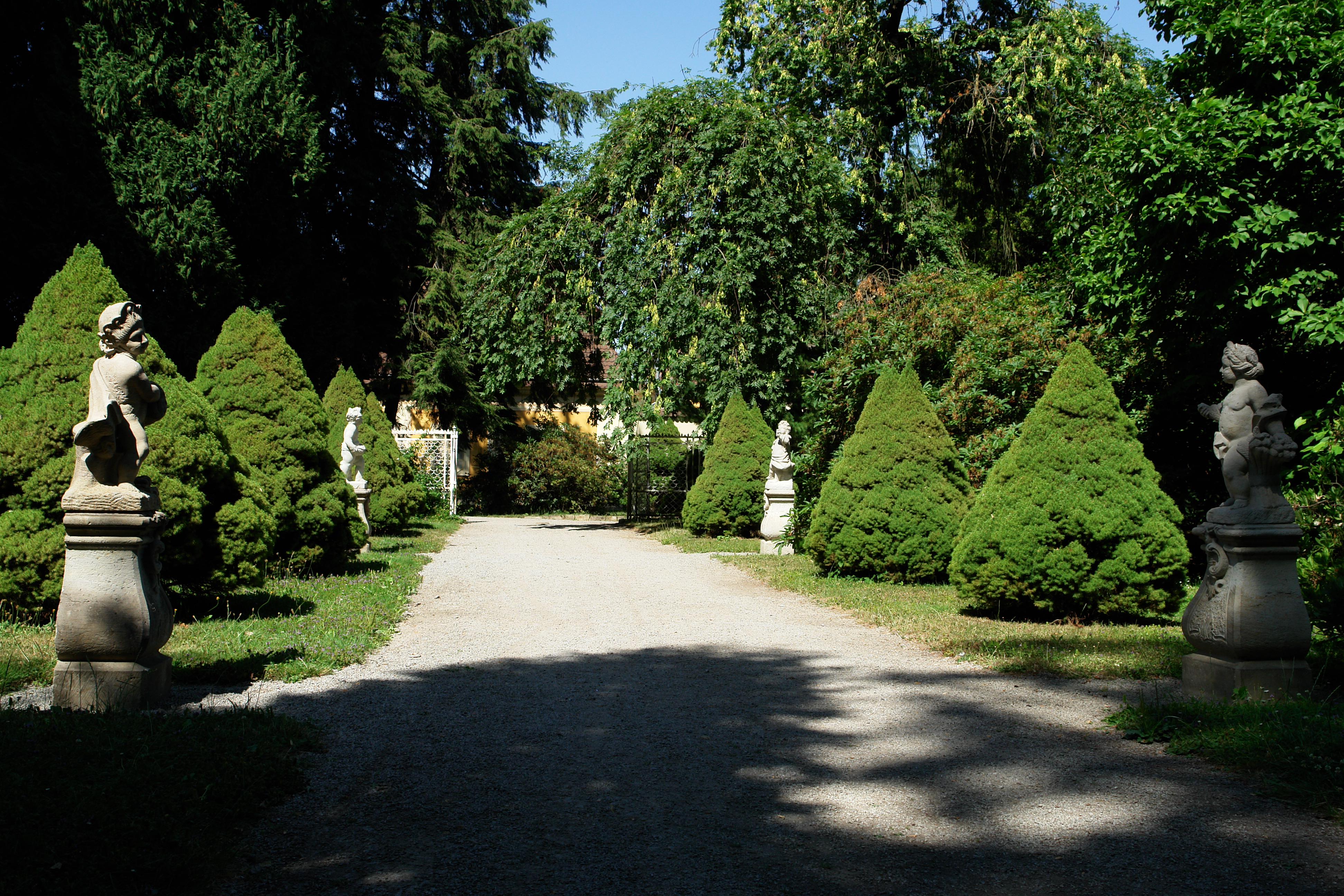
Schlosspark

Das Barockschloss Rammenau gilt als eines der schönsten barocken Landschlösser Sachsens. Es wurde von 1721 bis 1731 von Johann Christoph Knöffel errichtet und diente dem Botaniker und Entomologen Johann Centurius Graf von Hoffmannsegg als Alterssitz. Hinter dem Schloss befindet sich der fünf Hektar große, in einen Englischen Landschaftsgarten umgestaltete Schlosspark mit dem alten Johann-Gottlieb-Fichte-Denkmal von 1862. 1972 wurde hier der DEFA-Film Aus dem Leben eines Taugenichts mit Dean Reed gedreht.
Das Neue Fichtedenkmal wurde 1912 durch den Sächsischen Kunstverein gestiftet. Die Bronzebüste in einer Rundbank aus Sandstein wurde durch den Bildhauer Walter Sintenis aus Dresden geschaffen.
Die Alte Schmiede ist seit dem August 2010 im Dorfzentrum für Besucher geöffnet. Im Gebäude befinden sich die Blockstube, die Gemeindebibliothek und die Tourismusinformation mit Schmiedeladen.
Das Alte Gefängnis wurde 1774 als zweite Schule Rammenaus erbaut. Hier waren um 1800 bis zu 200 Schüler angemeldet, die jedoch häufig fehlten. Eine allgemeine Schulpflicht wurde erst 1835 eingeführt. Der Feldsteinbau der zweiten Schule wurde 1851 zum Teil abgerissen und zur Schulscheune umgebaut. Der Nachtwächter Rammenaus schloss hier gelegentlich über Nacht auch Gesetzesbrecher und Trunkenbolde zum Ausnüchtern ein, was dem Gebäude den Namen „Altes Gefängnis“ einbrachte. Um 1920/1930 wurde es im Volksmund auch „Hundeloch“ genannt. Im Gebäude befinden sich eine Ausstellung zur Ortsgeschichte und wechselnde Ausstellungen auf dem Dachboden, daneben befindet sich ein Bauern- und Kräutergarten.
Das Kriegerdenkmal wurde auf einem Ehrenhain auf den ehemaligen Schulteichwiesen an der Johann-Gottlieb-Fichte-Straße errichtet. Das Granitmahnmal erinnert an die 72 im Ersten Weltkrieg gefallenen Soldaten des Ortes. Zwei Granitreliefs zeigen einen „sterbenden Krieger als vergehendes Leben“ und eine „stillende Mutter als entstehendes Leben“.

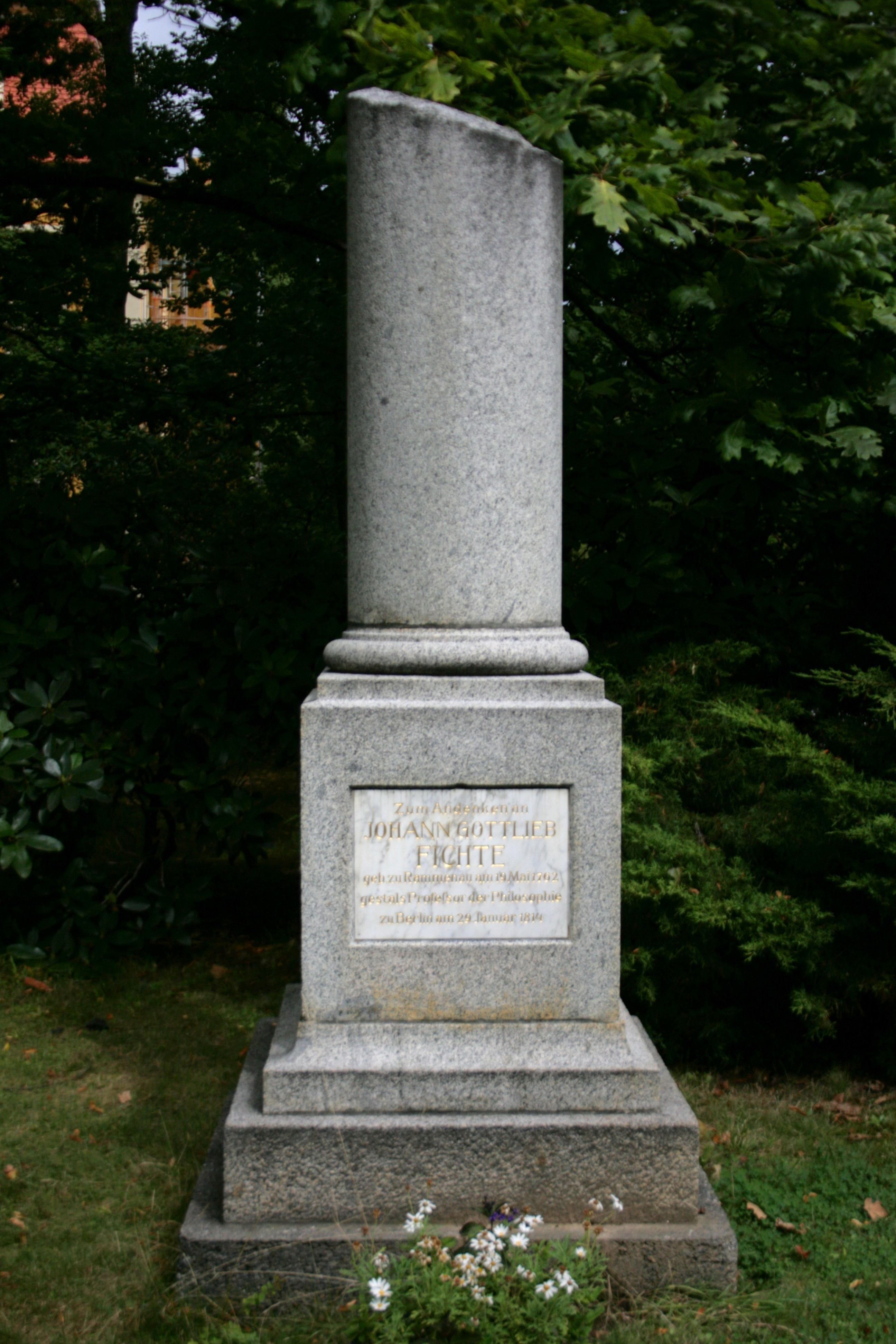
Johann-Gottlieb-Fichte-Denkmal im Schlosspark von Friedrich Rentsch
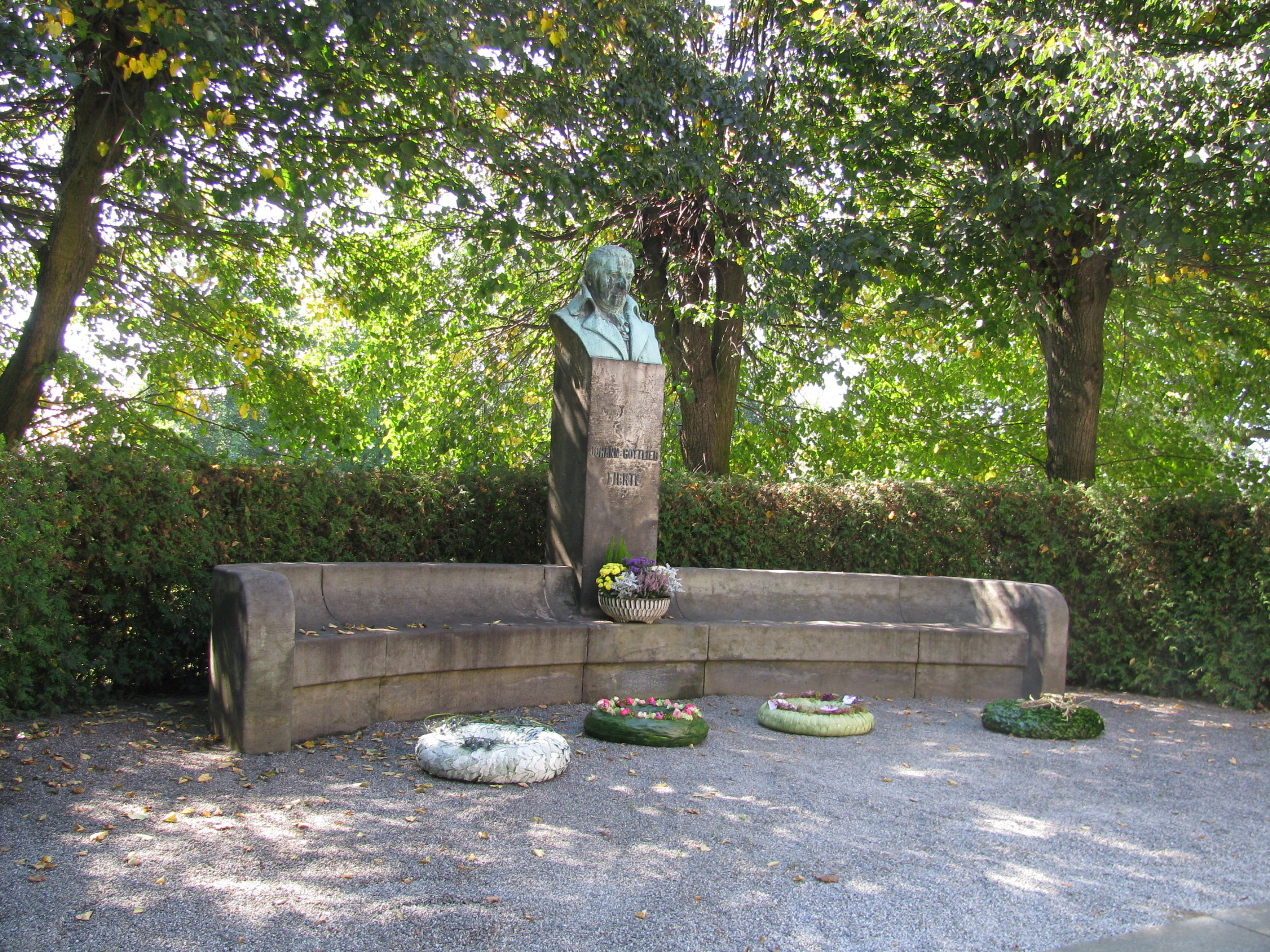
Neues Fichte-Denkmal von Walter Sintenis
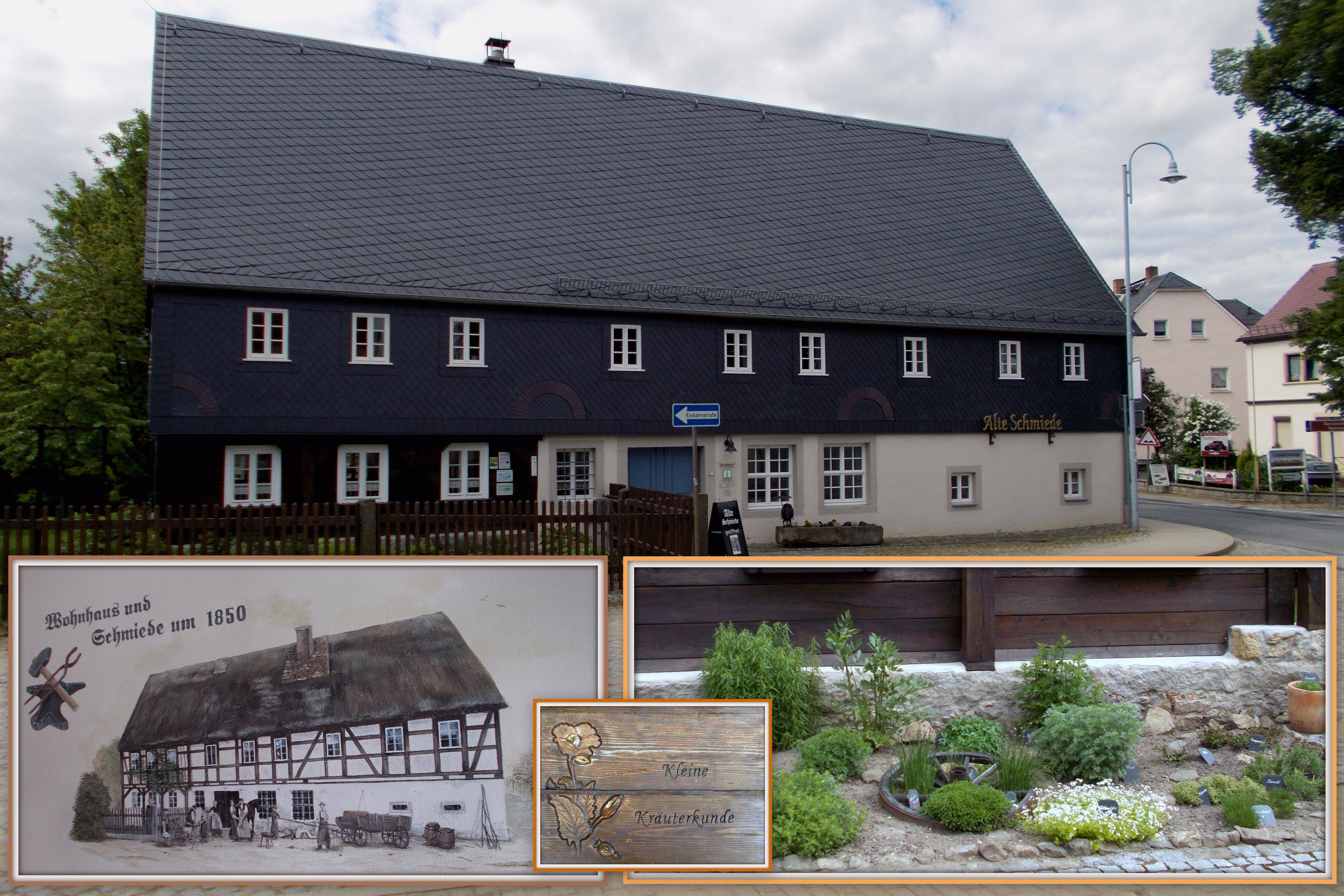
Alte Schmiede
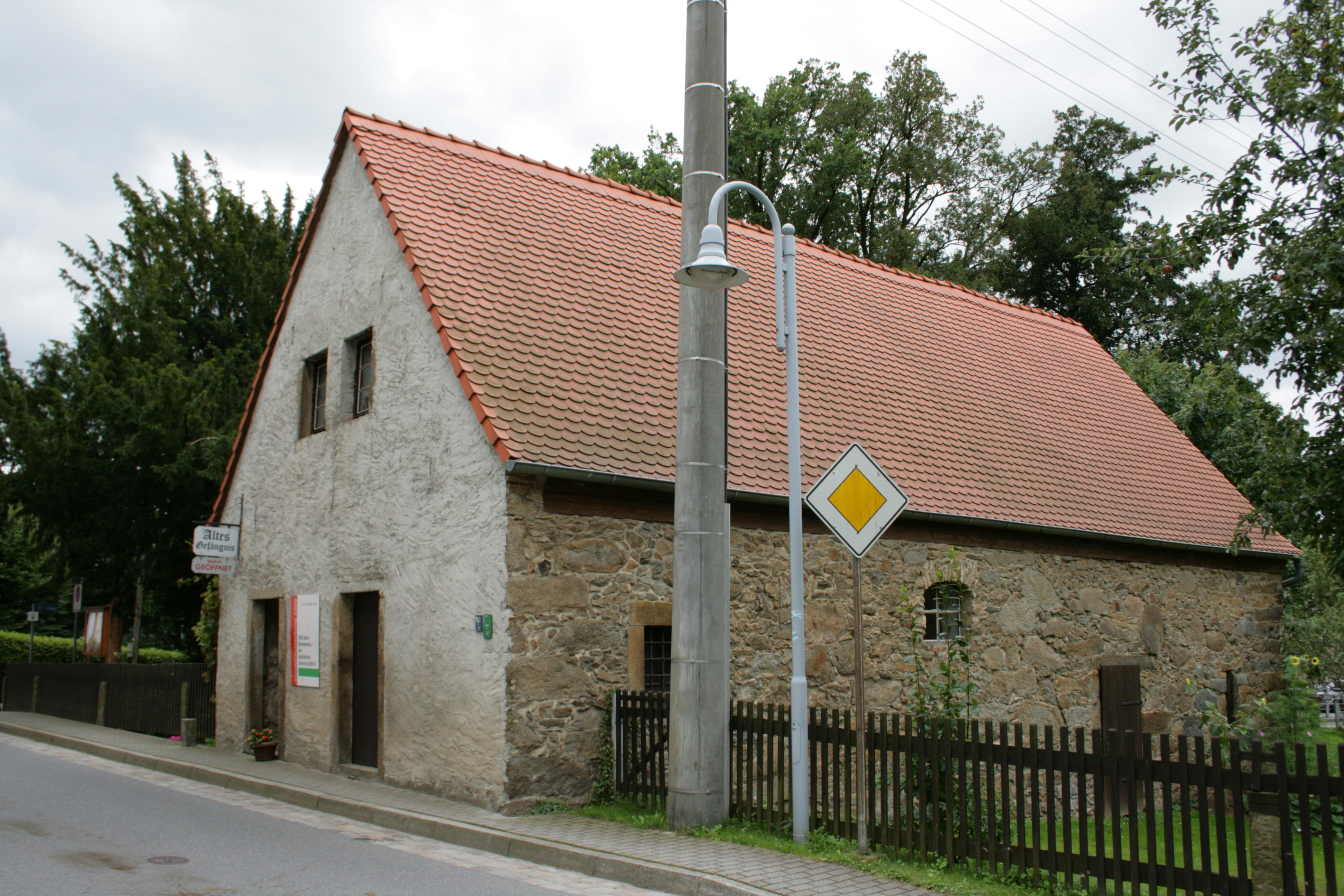
Altes Gefängnis
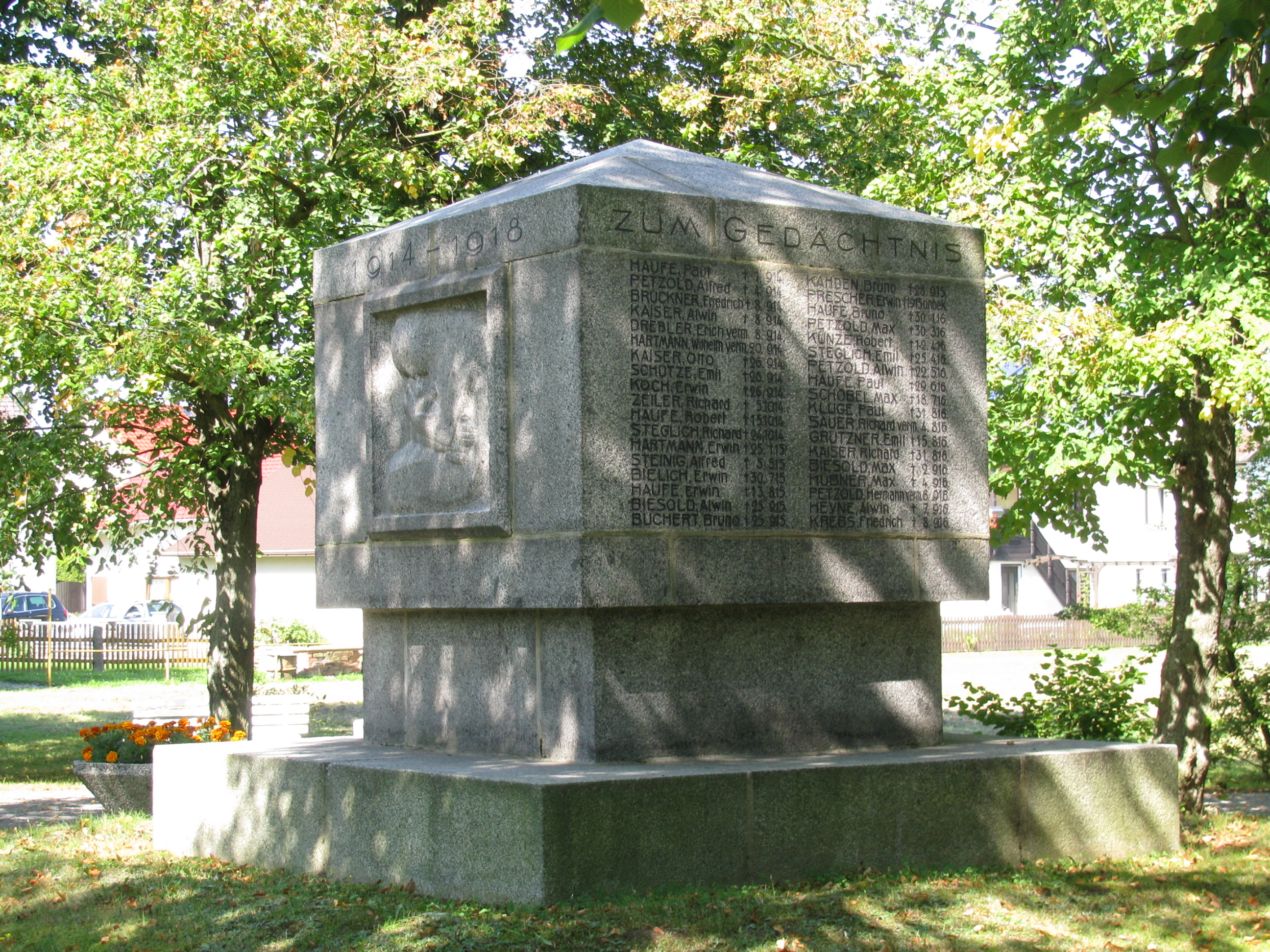
Kriegerdenkmal

## Wirtschaft
Zahlreiche Handwerks- und Gewerbebetriebe sind in Rammenau ansässig, unter anderem ein Fenster- und Türenhersteller. Der Ort besitzt ein Gewerbegebiet.

## Sonstiges
Im Juli 2012 gewann die Gemeinde Rammenau den 8. Sächsischen Landeswettbewerb Unser Dorf hat Zukunft und vertrat den Freistaat damit im Folgejahr im Bundeswettstreit. Laut Umweltminister Frank Kupfer punktete der Ort vor allem mit „einer vielseitigen und langfristig angelegten Dorfentwicklung“. Im Juni 2013 gewann Rammenau zusammen mit acht anderen Dörfern auch die Goldmedaille im Bundeswettbewerb und wurde im Januar 2014 auf der Internationalen Grünen Woche in Berlin dafür ausgezeichnet. Im Jahr 2023 war Rammenau abermals Teilnehmer im Bundeswettbewerb und errang eine Silbermedaille.

## Vereine
Folgende Vereine prägen das kulturelle und sportliche Leben des Ortes besonders:
- Rammenauer Heimatverein e. V.
- Sportverein 1910 Edelweiß Rammenau e. V.
- Judo- und Sportverein Rammenau e. V.
- Gemischter Chor Rammenau e. V.
- Rammenauer Faschingsclub e. V.

## Persönlichkeiten

### Söhne und Töchter

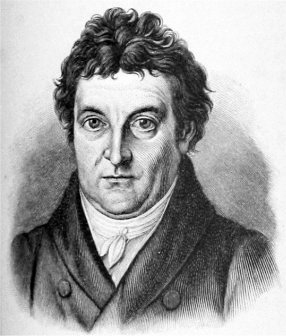
Johann Gottlieb Fichte

- Johann Gottlieb Fichte (1762–1814), Philosoph
- Johann Centurius Graf von Hoffmannsegg (1766–1849), Entomologe, Botaniker und Naturforscher
- Karl Wilhelm Mittag (1813–1864), Lehrer und Organist, Stadtchronist von Bischofswerda
- Friedrich August Emil Heuer (1857–1934), Hufschmied, sächsischer Hofwagenbauer und Pionier des Karosseriebaus
- Siegmar Wätzlich (1947–2019), Fußballnationalspieler der DDR
- Jörg Bär (* 1956), Fußballspieler und -trainer

### Weitere mit Rammenau verbundene Persönlichkeiten
- Helmut Schwager (1922–2021), Bildhauer, lebte ab 1988 in Rammenau

### Ehrenbürger
- 2018: Hiltrud Snelinski (* 1951), langjährige Bürgermeisterin der Gemeinde